# Čučja Mlaka
Čučja Mlaka je naselje u slovenskoj Općini Škocjanu. Čučja Mlaka se nalazi u pokrajini Dolenjskoj i statističkoj regiji Jugoistočnoj Sloveniji. 

## Stanovništvo
Prema popisu stanovništva iz 2002. godine naselje je imalo 20 stanovnika.